# Ingrid Guijarro
Ingrid Guadalupe Guijarro Chávez (Zapotlán el Grande, 5 de octubre de 1995), más conocida como Ingrid Guijarro, es una cantante, compositora, poeta y música mexicana. Su producción musical se podría catalogar como una mezcla entre folk alternativo y poesía musicalizada.

## Primeros años
Ingrid Guijarro nació en Ciudad Guzmán, cabecera del municipio de Zapotlán el Grande, en la región sur del estado de Jalisco, México. Ahí creció hasta su temprana adolescencia y comenzó a tomar clases de guitarra. Después se mudó junto con su familia a la ciudad de Colima, donde surgieron también sus primeros acercamientos a la literatura y, paralelamente, a la escritura.
Estando en Colima estudió en el Centro de Educación Artística Juan Rulfo (institución perteneciente al INBAL) y logró explorar más sus habilidades con la poesía, escribiendo así su primera canción a los 17 años. En entrevista para el programa radiofónico Frecuencia Sorora, producido por la periodista cultural Stephanie Hernández, Ingrid ha destacado la importancia de la literatura y la expresión poética en su proceso de creación musical, identificando así su propio trabajo como «poesía musicalizada».

## Carrera
Al inicio de su carrera, Ingrid Guijarro formó parte de una banda colimense que exploraba el reggae, el ska y la cumbia. Al desintegrarse el grupo, decidió viajar a distintos estados de la república mexicana, lo cual le permitió conocer mejor nuevos géneros y trabajar más en sus propias composiciones. Tras esta temporada, regresó a Colima y estudió la licenciatura en Letras Hispanoamericanas en la Universidad de Colima. En 2016 fue finalista en la eliminatoria estatal del Concurso Nacional Ritmo Joven, organizado por el Instituto Mexicano de la Juventud, la Secretaría de Cultura federal y el Gobierno del Estado de Colima.
Su primer disco, Nódulo de minerales, fue creado en colaboración con su banda de músicos (conformada por Andrés Polanco, Ángel Espinoza y Diego Radillo) y publicado en el 2017. La cantautora ha mencionado que este disco refleja su propia exploración con el arte, a través de todas sus experiencias reunidas a lo largo de años previos. 
Tras varios conciertos y nuevas composiciones, Ingrid se reunió en 2020 con su mismo equipo de músicos para crear su segundo álbum de manera completamente independiente, llevando a cabo la grabación del mismo en una cabaña y completando la producción desde sus propias casas. Este álbum fue publicado en el 2021 y se titula Arquitectura del tiempo. El disco Arquitectura del tiempo también cuenta con la participación de la cantante Daniela Ponce en la canción «Sueño de la razón», mientras que el arte visual del disco fue llevado a cabo por la fotógrafa nayarita Mónica Lambert.
Además de múltiples conciertos en el estado de Colima, Ingrid se ha presentado en ciudades como Aguascalientes, Ciudad de México, Guadalajara, Guanajuato, Querétaro, Morelia, Pátzcuaro y San Miguel de Allende. Entre tales conciertos, cabe destacar la presentación de su álbum Arquitectura del tiempo, llevada a cabo en febrero del 2022 en el Teatro Hidalgo de la ciudad de Colima, donde, además de su banda, también participaron Daniela Ponce, Diana Ruiz y Martín Castillejos como voces invitadas, y María Xinachtli en la jarana.

## Discografía

### Álbumes
- 2017: Nódulo de minerales

- 2021: Arquitectura del tiempo

### Sencillos
- 2018: El muro y la grieta